# Urosphena whiteheadi
Urosphena whiteheadi là danh pháp khoa học của một loài chim thuộc họ Chích bụi (Cettiidae). Đây là loài đặc hữu của đảo Borneo, sống ở nền rừng và bụi rậm trong các khu rừng trên núi ở độ cao 750–3.150 m (2.460–10.330 ft). Urosphena whiteheadi là một loài chim chích nhỏ, đuôi ngắn, dài 9,5–10 cm (3,7–3,9 in) và có khối lượng trung bình là 10,4 g (0,37 oz). Đỉnh đầu và phần trên màu nâu, phần dưới màu trắng chuyển dần sang màu xám ở hai bên ức và hai bên sườn. Dải lông trên mắt (supercilium) dài và có màu nâu da bò, với dải lông ngang mắt (eyestripe) màu xám đen dài bằng nhau và lông viền mắt mỏng màu vàng. Con đực và con cái đều giống nhau.
Loài này ăn động vật không xương sống, đặc biệt là rệp xanh, chúng có cách kiếm ăn giống như chuột trên mặt đất và trong bụi rậm. Tổ được làm từ các sợi thực vật ửng đỏ, thời gian ấp trứng trung bình là 24 ngày. Loài chích bụi này được Liên minh Bảo tồn Thiên nhiên Quốc tế phân loại là loài ít quan tâm do có phạm vi đủ lớn và quần thể ổn định.

## Phân loại và hệ thống
Urosphena whiteheadi ban đầu được nhà điểu học người Anh Richard Bowdler Sharpe định danh là Orthnocichla whiteheadi vào năm 1888, trên cơ sở các mẫu vật từ núi Kinabalu, Borneo. Sau đó loài được chuyển sang chi Tesia. Năm 1942, nhà điểu học người Mỹ Jean Delacour chuyển loài này vào phân chi Urosphena trong chi Cettia. Nhà điểu học người Mỹ Ben King đã tách Urosphena thành một chi riêng vào năm 1989.
Tên của chi, Urosphena, có nghĩa là "đuôi hình nêm" và bắt nguồn từ các từ Hy Lạp cổ đại oura (đuôi) và sphēnos (cái nêm). Tên loài whiteheadi đề cập đến nhà thám hiểm người Anh John Whitehead, người đã thu thập các mẫu vật dùng để mô tả loài. "Bornean stubtail" là tên thông thường chính thức bằng tiếng Anh do Hiệp hội Điểu học Quốc tế (IOU) chỉ định. Các tên thông thường khác của loài này là "short-tailed bush warbler", "short-tailed stubtail" và "Whitehead's stubtail".
Urosphena whiteheadi được IOU phân loại là một trong 32 loài thuộc họ Chích bụi (Cettiidae). Tuy nhiên, một số nhà chức trách phân loại Cettiidae là một phân họ trong phiên bản mở rộng của họ Scotocercidae. Trong họ, loài hiện được xếp vào Urosphena, một chi gồm năm loài chim đuôi ngắn, màu nâu gần giống nhau. Một nghiên cứu năm 2011 về DNA ty thể và nhân đã phát hiện ra rằng trong chi, Urosphena whiteheadi có quan hệ họ hàng gần nhất với chích châu Á (Urosphena squameiceps) và chích Timor (Urosphena subulata). Những loài này là nhóm chị em (có quan hệ họ hàng gần nhất) với một nhánh (nhóm các sinh vật có nguồn gốc từ một tổ tiên chung) gồm chích Vân Nam (Hemitesia pallidipes) và chích Neumann (Hemitesia neumanni). Sơ đồ phát sinh chủng loại sau đây cho thấy các mối quan hệ trong chi theo nghiên cứu:

|  | Chích châu Á (Urosphena squameiceps) |
|  |                                      |
|  | Urosphena whiteheadi                 |
|  |                                      |

|  | Chích Vân Nam (Urosphena pallidipes) |
|  |                                      |
|  | Urosphena neumanni                   |
|  |                                      |

|  | Chích châu Á (Urosphena squameiceps) |
|  |                                      |
|  | Urosphena whiteheadi                 |
|  |                                      |

|  | Chích Vân Nam (Urosphena pallidipes) |
|  |                                      |
|  | Urosphena neumanni                   |
|  |                                      |

## Miêu tả

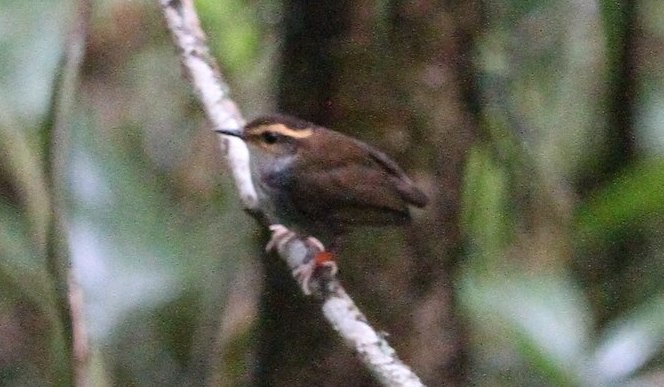
Một cá thể Urosphena whiteheadi tại công viên Kinabalu.

Urosphena whiteheadi là một loài chích rất nhỏ với chân dài và đuôi rất ngắn, dài 9,5–10 cm (3,7–3,9 in) và nặng trung bình 10,4 g (0,37 oz). Đỉnh đầu và phần trên có màu nâu, trong khi phần dưới có màu trắng xám, chuyển dần sang màu xám ở họng và hai bên sườn. Bụng thường có màu vàng nâu nhạt. Dải lông trên mắt (supercilium) dài và có màu nâu da bò, với dải lông ngang mắt (eyestripe) màu xám đen dài bằng nhau và lông viền mắt mỏng màu vàng. Má và lông phủ tai có màu cam. Chân màu hồng nhạt, mỏ màu nâu sẫm đen và mống mắt có màu đen. Con đực và con cái đều giống nhau.

### Tiếng kêu
Tiếng kêu của Urosphena whiteheadi ít được nghe thấy, loài chim này thường giữ im lặng. Tiếng kêu của loài là một nốt cao duy nhất dài 0,3–0,5 giây. Tiếng kêu phổ biến nhất là tiếng tsit-tst tseee hoặc tzi-tzi-tzeeee the thé, có âm vực cao, gần như không nghe được, kéo dài 1,4 giây. Một tiếng hót khác là một tiếng piririt trầm hơn một chút, kéo dài khoảng 0,7 giây.

## Phân bố và môi trường sống
Urosphena whiteheadi là loài đặc hữu của đảo Borneo. Loài được tìm thấy ở các dãy núi trên đảo, từ núi Kinabalu ở phía nam đến Liang Kubung, dãy núi Müller, núi Dulit và Gunung Menyapa. Chim cũng được ghi nhận tại đông nam dãy núi Meratus ở phía đông nam của hòn đảo. Loài này sinh sống ở nền rừng và tầng dưới tán của rừng trên núi ở độ cao 750–3.150 m (2.460–10.330 ft).

## Hành vi và sinh thái học
Các cá thể thường được tìm thấy đơn độc một con. Chúng có thời gian thế hệ là 3,6 năm.
Urosphena whiteheadi ăn động vật không xương sống, đặc biệt là rệp xanh. Chim kiếm ăn trên mặt đất và trong bụi rậm, với hình thức giống chuột hơn là chim. Chim đôi khi  khá hiếu kỳ và dễ bảo.
Tổ của loài chủ yếu làm từ các sợi thực vật có màu ửng đỏ và chim xây tổ trên bờ đất phủ rêu. Thời gian ấp trứng kéo dài trung bình 24 ngày, dài hơn so với các loài khác trong phạm vi sống của loài. Điều này là do chim bố mẹ thường xa tổ trong khoảng thời gian dài (khoảng 6–8 giờ mỗi ngày).

## Tình trạng
Do có phạm vi phân bố đủ lớn và quần thể ổn định, Urosphena whiteheadi được Liên minh Bảo tồn Thiên nhiên Quốc tế phân loại là loài ít quan tâm. Số lượng cá thể của loài chưa được ước tính, nhưng đây là một loài phổ biến trên độ cao 2.000 m (6.600 ft). Chim hiện diện ở một số khu bảo tồn như công viên Kinabalu.